# Nemwax
nemwax (new market waste all share index, etwa: Index aller Müllaktien des Neuen Marktes) war eine Website und ein Aktienindex. Der Name spielte auf den Nemax All Share an, einen ehemaligen Aktienindex der Deutschen Börse AG, der alle Aktien des inzwischen eingestellten Marktsegments Neuer Markt beinhaltete.
Der nemwax entstand als Reaktion auf die zunehmende Zahl von Penny-Stocks und Firmenpleiten zur Zeit der New Economy. Unter dem Motto Wir ordnen den Neuen Markt! wurden die Aktien des Neuen Marktes auf dieser Website in Kategorien wie Märchenwald, Schrottplatz und Schuldnerturm eingeordnet – je nachdem, ob die Unternehmen falsche Versprechungen gemacht, nicht marktreife Produkte hergestellt, sich hoch verschuldet hatten oder anderweitig negativ aufgefallen waren. Jeder Einzelfall wurde mit Quellen wie zum Beispiel Ad-hoc-Meldungen der Unternehmen belegt. Auf diese Weise wollten die Initiatoren der Website, die sich hinter den Pseudonymen Amok und Donald verbargen, potenzielle Aktionäre vor den jeweiligen Aktien warnen. Ihr Stil schwankte dabei zwischen einer humorvollen Aufmachung und ätzendem Spott über die angeprangerten Unternehmen und Manager. Auf der Startseite schwebte die animierte Grafik eines Pleitegeiers.
Später wurde die Seite um ein Gegenstück namens nemfax ergänzt, wobei das f für fundamentals (Fundamentaldaten) stand und eine positive Unternehmensauswahl nach bestimmten Qualitätskriterien vorgenommen wurde.
Nachdem die Deutsche Börse AG selbst strengere Qualitätskriterien für Mitglieder des Neuen Marktes einführte und die Problematik der Dotcom-Blase allgemein bekannt war, wurde der nemwax im Jahr 2002 eingestellt. Der Besucherzähler von www.nemwax.de zeigte zuletzt ca. 266.000 Zugriffe an.